# Краковское курковое братство

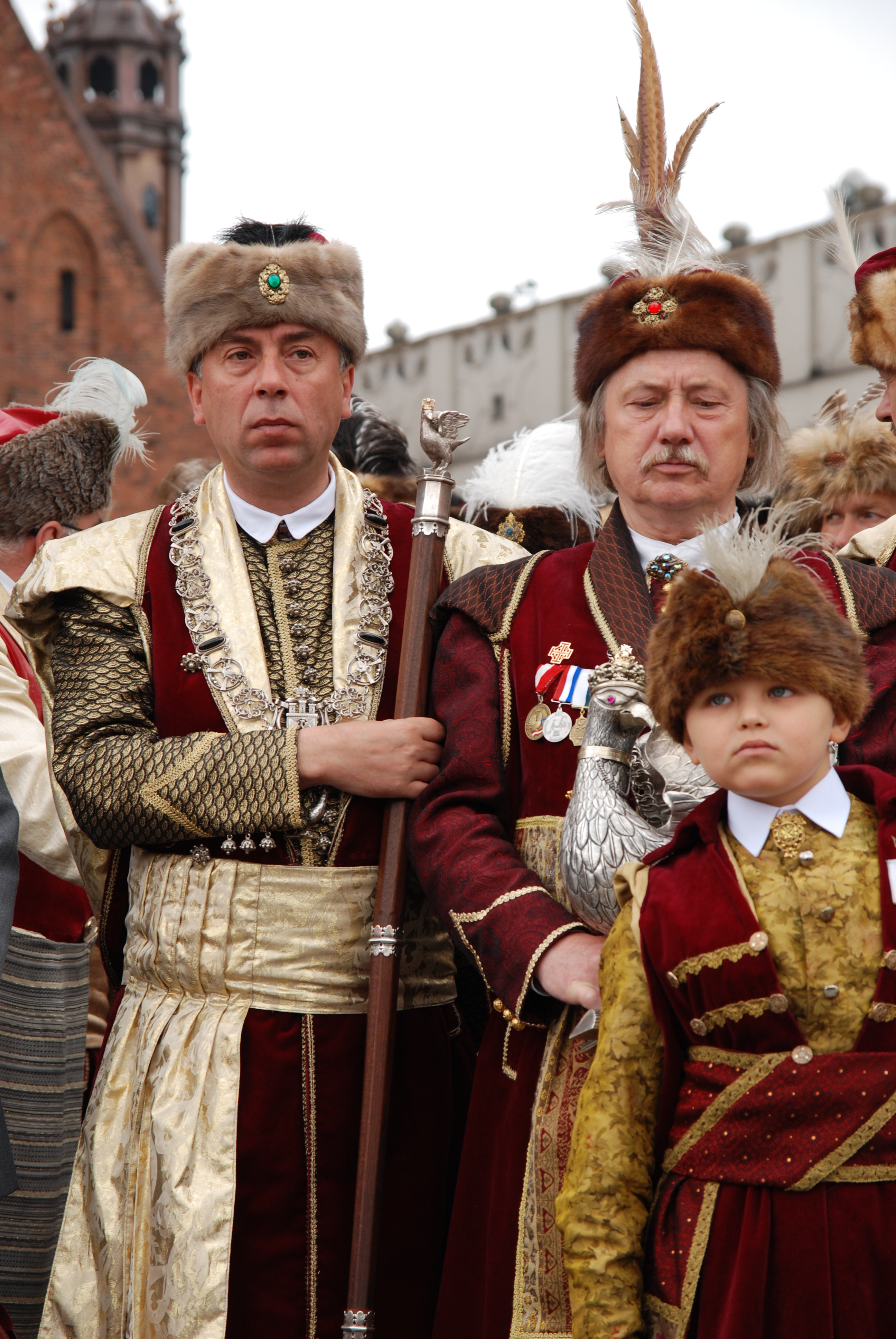
Члены Братства Куркове

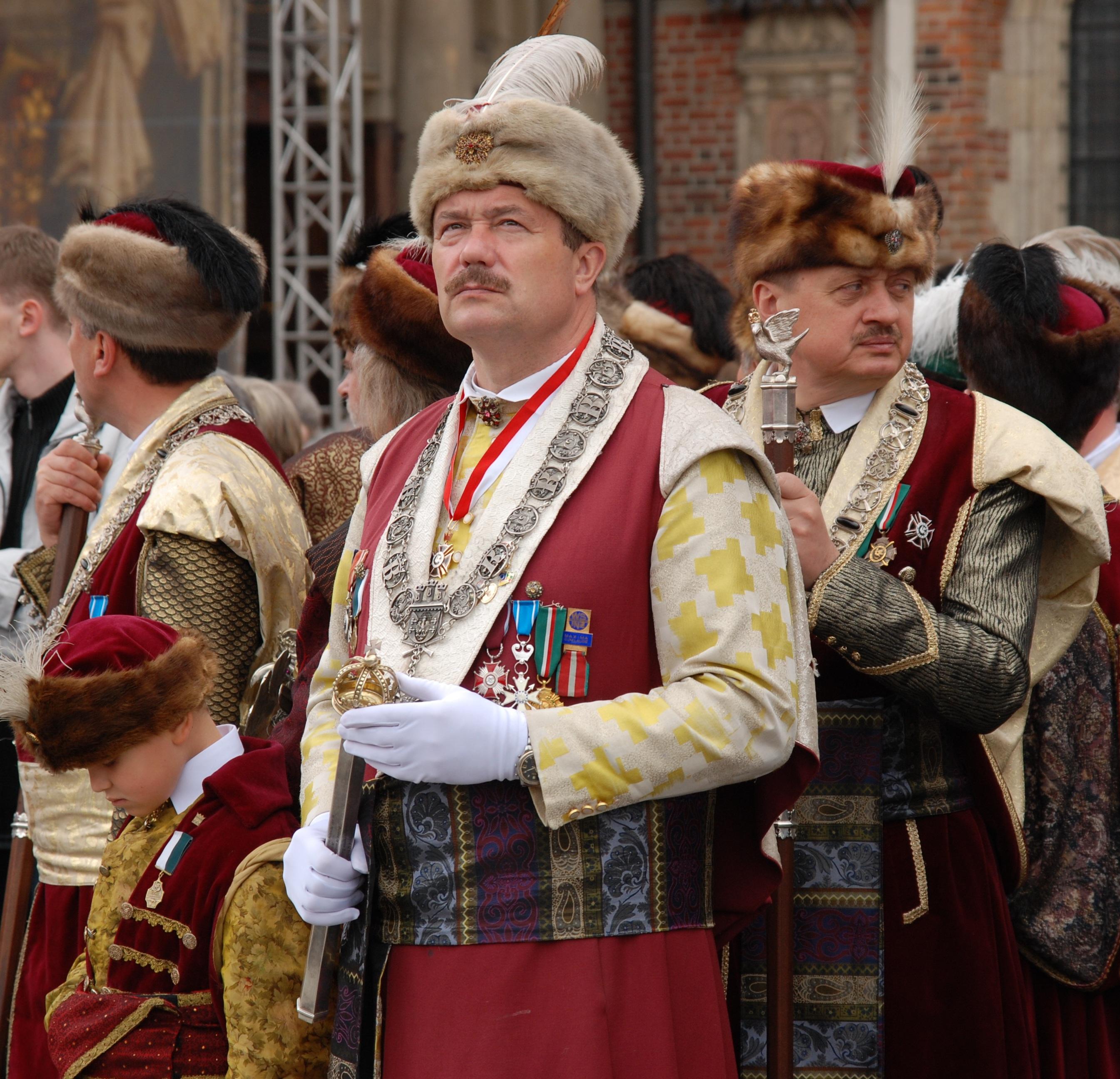
Члены Братства Куркове

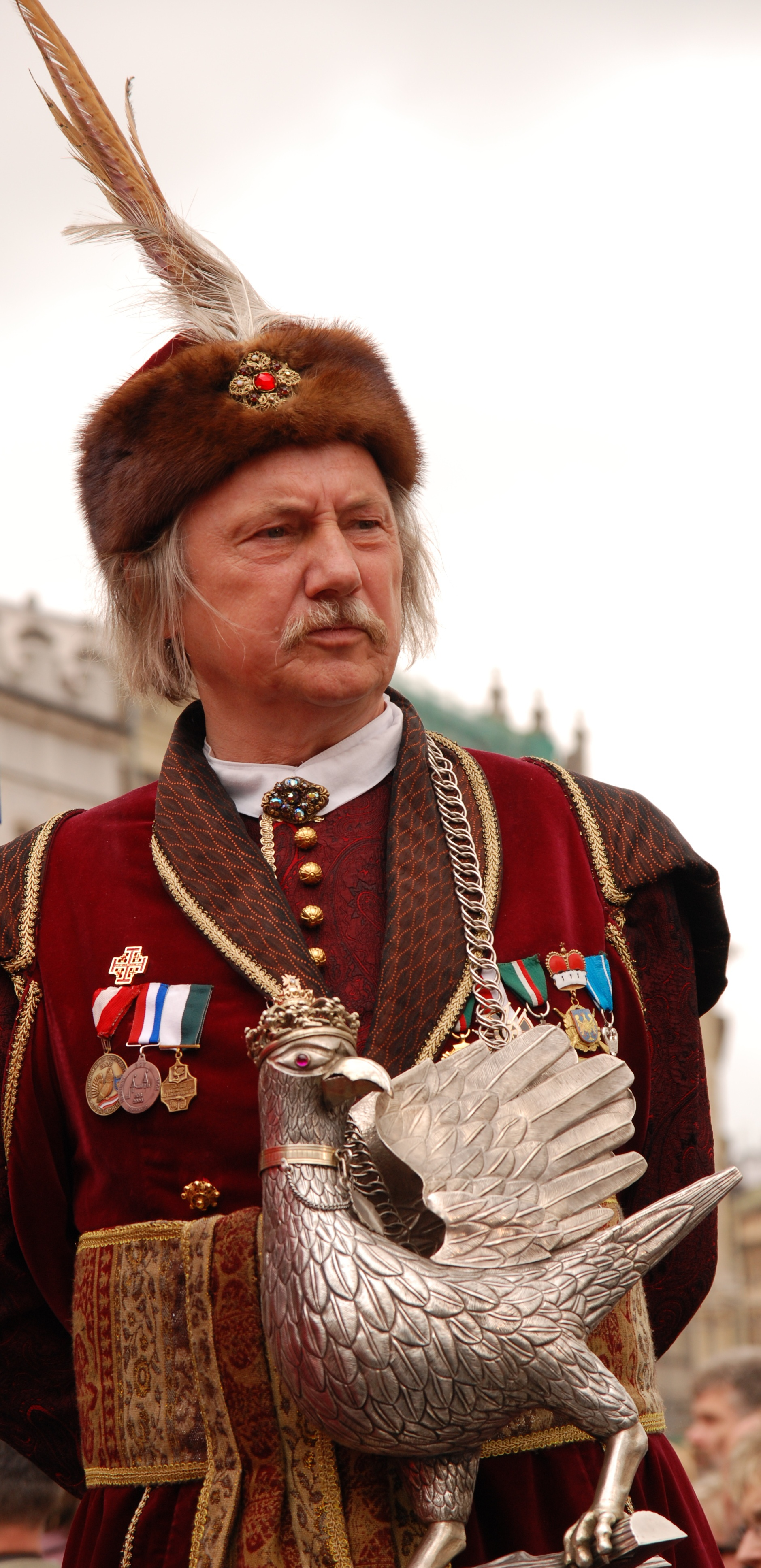
Король Братства куркового Чеслав Дзьвигай с серебряной курицей — гербом братства

Крако́вское курковое братство или Краковская стрелецкая школа, Краковское стрелецкое общество (пол. Bractwo Kurkowe, Szkoła Strzelecka, Towarzystwo Strzeleckie Krakowskie) — краковская общественная организация, существующая в Кракове с XIV века. Первоначально Курковое братство было ополчением краковских ремесленников. В настоящее время организация осуществляет этнографическую, благотворительную и общественную деятельность.

## История
Точная дата основания Куркового братства в Кракове не известна. Предполагают, что братство возникло в XIV веке вскоре после возведения фортификационных сооружений вокруг города. Первые письменные упоминания о Курковом братстве появляются в сочинениях польского хрониста Яна Длугоша в XV веке. Братство возникло среди ремесленников различных гильдий как народное ополчение для защиты города от неприятеля.
Главным местом для собраний Куркового братства было здание Целестата, которое находилось на восточной окраине Кракова. Организационное развитие Куркового братства осуществилось во время правления Сигизмунда II. В 1562 году краковский магистрат придал братству официальный статус, разрешив стрельцам проводить военные учения несколько раз в год. Самым значительным военным учением краковских стрельцов были сборы спустя октавы после Праздника Божьего Тела, когда члены братства выбирали своего предводителя. В 1564 году Курковое братство получило от городских властей Статут, согласно которому символом братства стала фигура серебряной курицы, которая стала своеобразным гербом организации (сегодня эта фигурка хранится в Краковском историческом музее).
Краковское курковое братство неоднократно получало различные привилегии от городских властей и польских королей. В 1593 году Сигизмунд III освободил предводителей краковских стрельцов от таможенного налога. В 1635 году король Владислав IV освободил членов братства от всех государственных налогов.
В 1793 году предводителем Краковского братства был избран польский король Станислав Август Понятовский.
После третьего раздела Польши, когда Краков оказался в Австро-Венгрии, деятельность краковского стрелецкого братства было ограничено австрийскими властями и оно существовало лишь формально. Деятельность братства несколько оживилась во время существования Вольного города Кракова. В это время члены братства в основном занимались благотворительной деятельностью. 19 июля 1831 года организации была официально восстановлена и её резиденцией стал Королевский дворец в Лобжуве. В 1832 году был написан новый Статут, который был утверждён Сенатом и организация стала называться «Towarzystwo Strzeleckie Krakowskie» (Краковское стрелецкое общество). 1 мая 1834 года был выбран новый предводитель краковских стрельцов.
В 1837 году Краковское курковое братство приобрело в собственность сад в предместье Весолы, называемый Штайнкеллеровским садом, где был построен новый Целестат, ставший штаб-квартирой братства. Со временем сад, где располагался Целестат, стал называться Стрелецким садом.
Краковское восстание 1846 года на несколько лет прервало деятельность братства. С 1847 по 1851 год Целестат использовался австрийской армией в качестве военного госпиталя.
В начале XX века Курковое братство финансово поддерживало Польское гимнастическое общество «Сокол» в его вооружённой борьбе за независимость Польши. Во время Первой мировой войны Целестат использовался австро-венгерской армией, поэтому ежегодные сборы братства не проводились до 1919 года, когда был избран новый стрелецкий предводитель. В 1919 году был принят новый Статут братства, в котором говорилось, что члены общества «должны принимать участие в национальной и общественной жизни».
Во время Второй мировой войны деятельность братства была снова прервана. Формально братство было распущено в 1940 году указом генерал-губернатора Ганса Франка. Братство стало действовать открыто в 1945 году под названием «Towarzystwo Strzeleckie „Bractwo Kurkowe“» (Стрелецкое общество "Братство Куркове), однако в 1946 году воеводские власти распустили организацию. Окончательно деятельность братства была запрещена польскими властями 28 июня 1951 года под формулировкой, в которой братство характеризовалась как «организация, чуждая народному классу и сотрудничавшая с гитлеровцами». С 1957 года члены братства стали собираться неформальным образом в небольшом помещении в доме на улице Подеревского, 4. Выборы первого послевоенного предводителя братства состоялись в 1964 году на стадионе «Висла». До 1991 году члены неформального братства сотрудничали с различными краковскими культурными и общественными организациями.

## В настоящее время
Возобновление официальной деятельности краковского Куркового братства состоялось в 1991 году. Сегодня организация занимается общественной, благотворительной деятельностью, сотрудничая с различными организациями. Каждый год происходит выбор нового предводителя братства, который совершается в Целестате, после чего происходит торжественное шествие в Мариацкий костёл.

## Награды
- В 2005 году Краковский городской совет наградил Курковое братство золотой медалью Cracoviae Merenti.